# Fuenllana (Ciudad Real)
Fuenllana ist ein Dorf und eine spanische Gemeinde (municipio) mit 200 Einwohnern (Stand: 2024) im Südosten der historischen Landschaft La Mancha in der Provinz Ciudad Real in der Region Kastilien-La Mancha in Zentralspanien. 

## Lage und Klima
Fuenllana liegt etwa 100 Kilometer südöstlich von Ciudad Real in einer Höhe von ca. 805 m. Das Klima ist meist trocken und warm; der spärliche Regen (ca. 499 mm/Jahr) fällt überwiegend in den Wintermonaten.

## Bevölkerungsentwicklung
| Jahr      | 1970 | 1981 | 1991 | 2001 | 2011 | 2021 |
| Einwohner | 643  | 415  | 358  | 309  | 276  | 213  |

Infolge der Mechanisierung der Landwirtschaft, der Aufgabe bäuerlicher Kleinbetriebe („Höfesterben“) und der dadurch ausgelösten „Landflucht“ ist die Einwohnerzahl der Gemeinde in der zweiten Hälfte des 20. Jahrhunderts deutlich gesunken.

## Sehenswürdigkeiten
- Katharinenkirche (Iglesia de Santa Cantalina)
- Augustinerkonvent

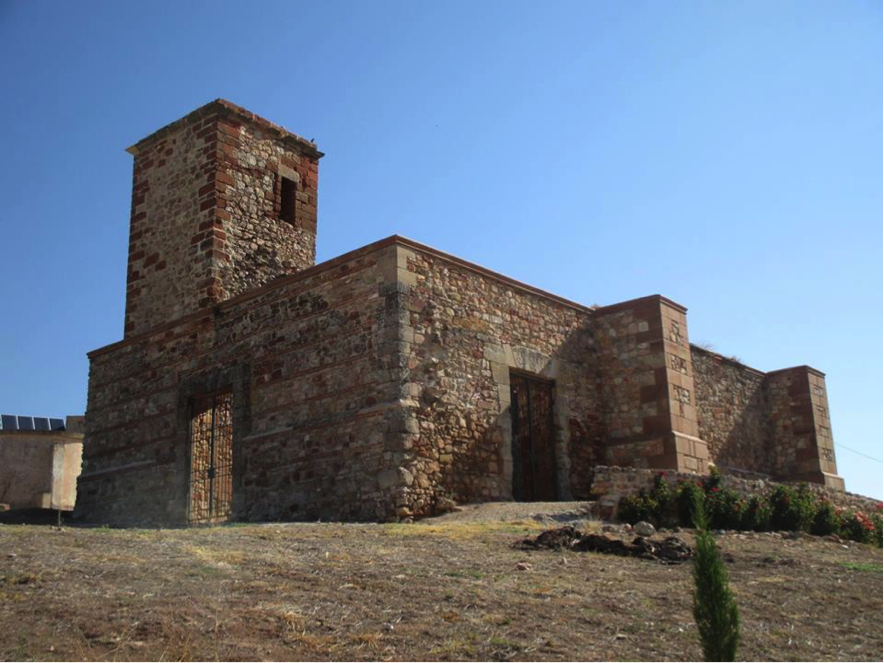
Katharinenkirche

## Persönlichkeiten
- Thomas von Villanova (1488–1555), Erzbischof von Valencia
- Antonio Rodríguez Huéscar (1912–1990), Philosoph